# Mextli
Nella mitologia azteca Mextli o Mexitl o Tecciztecatl era un dio della Guerra, nato completamente armato come un guerriero. Accettava centinaia di sacrifici l'anno. Si pensa che il suo nome sia all'origine del termine "Messico".